# Liste des couvents dominicains de France
Cet article liste les couvents dominicains de France, c'est-à-dire les lieux en France où vivent des communautés de frères appartenant à l'ordre dominicain. 
Cette liste concerne en priorité les couvents actuels, mais contient aussi d'anciens couvents, signalés en italique.

## A
- Aix-en-Provence : ancien couvent construit au XIIIe siècle, l'Église de la Madeleine est du XVIIe

## B
- Bordeaux : Église Saint Paul (ancienne église jésuite où les dominicains ont installé un couvent)

## C
- Clermont-Ferrand : Maison Saint Louis-Bertrand (communauté fondée en 2009)
- Collioure : ancien couvent des dominicains de Collioure
- Colmar : Musée Unterlinden (Couvent du XIIIe siècle, perdu par les frères dominicains lors de la Révolution française, il abrite aujourd'hui le Musée d'Unterlinden.)
- Corbara : ancien couvent franciscain transformé en foyer de formation de 1856 à 1992. Il est aujourd'hui propriété des frères de saint jean[1].
- Coublevie : ancien couvent de la congrégation enseignante, construit en 1865 et abandonné en 1956[2]

## D
- Draguignan : Couvent des Dominicains de Draguignan
- Dinan : ancien couvent des Dominicains de Dinan, dit « Les Jacobins »

## E
- Éveux : Couvent Sainte-Marie de La Tourette (construit par le Corbusier dans les années 1950 et classé Monument Historique)
- Évry : Maison de la Croix et de la Miséricorde (Province de France)

## G
- Guebwiller[3] (ancien couvent dominicain du XIVe siècle, abritant, depuis le rachat par le Conseil départemental au XXe siècle, un centre audiovisuel)

## L
- Lille : Couvent Saint Thomas d'Aquin (construit dans les années 1950 et 60 par Pierre Pinsard, et classé Monument Historique depuis 2002)
- Lyon : Couvent du Saint Nom de Jésus (construit au XIXe siècle dans le quartier des Brotteaux)

## M
- Marseille : Église Saint Cannat les Prêcheurs (ancien couvent des frères dominicains à Marseille)
- Marseille : Couvent Saint-Lazare (construit au XIXe siècle par Pierre Bossan)
- Montpellier : ancien couvent carme repris et réaménagé par les frères dominicains depuis les années 1950[4]

## N
- Nancy : premier couvent fondé par le Père Lacordaire lors de la restauration de l’ordre Dominicain en France dans les années 1840[5].
- Nice : Église Saint-François-de-Paule (église baroque avec couvent attenant occupé à l’origine par les Minimes.)

## P
- Paris : couvent de l'Annonciation du 8e arrondissement, construit de 1874 à 1877 (église de style néo-roman-byzantin) et de 1922 à 1925 (cloître de style art-déco) :
- Paris : Couvent Saint-Jacques (couvent du 13e arrondissement, reconstruit dans les années 1960)
- Perpignan : Couvent des Frères Prêcheurs
- Poitiers : Couvent Saint-Dominique (reconstruit en 1990)

## R
- Rennes : Couvent des Jacobins (ancien couvent dominicain, datant du XIIIe siècle et perdu par les frères dominicains lors de la Révolution française)
- Rennes : couvent refondé par les frères dominicains en 1938[6]

## S
- Saint-Denis de La Réunion : Cathédrale (Les frères dominicains de La Réunion ont la charge de la cathédrale de Saint-Denis.)
- Couvent de la Sainte-Baume : Couvent Sainte Marie-Madeleine (situé au pied de la grotte de la Sainte-Baume, à quelques kilomètres de Saint-Maximin.)
- Saint-Maximin-la-Sainte-Baume : Basilique Sainte-Marie-Madeleine (ancien couvent du XIVe siècle, vendu par les frères dominicains au XXe siècle pour permettre la construction du couvent de Rangueil, à Toulouse.)
- Strasbourg : Ancienne église des Dominicains de Strasbourg (L'ancien couvent du XIIIe, perdu par les frères dominicains lors de la Révolution française, fut détruit lors de la guerre de 1870. Le site est aujourd'hui occupé par le Temple Neuf (protestants réformés).)
- Strasbourg : Couvent Saint Pierre Martyr (couvent refondé par les frères dominicains en 1927)

## T
- Toulouse : Couvent des Jacobins (couvent historique de l'ordre dominicain du XIIIe siècle, perdu par les frères dominicains lors de la Révolution française)
- Toulouse : Couvent Saint Thomas d'Aquin (voir "liens externes") construit à Rangueil dans les années 1950)
- Tours : Couvent de l'Annonciation (couvent refondé par les frères dominicains dans les années 1970)

## U
- Colmar : Couvent dominicain des Unterlinden